# Arturo Umberto Illia
Arturo Umberto Illia Francesconi (Pergamino, 4 de agosto de 1900 — Córdoba, 18 de janeiro de 1983), médico e político, foi presidente da Argentina de 12 de outubro de 1963 até ser deposto no golpe de estado de 28 de junho de 1966.

## Dados biográficos
Arturo Umberto Illia Francesconi nasceu em 4 de agosto de 1900, às 16 horas, em Pergamino, 220 quilômetros ao norte da cidade de Buenos Aires, na província de Buenos Aires. Seus pais eram imigrantes italianos: Martín Illia era oriundo de San Pietro de Samolaco, Val Chiavenna, Lombardia, e sua mãe, Emma Francesconi, de Gratacazolo, província de Bréscia, Lombardia.
Em 1918, Arturo começou seus estudos de Medicina na Faculdade de Medicina da Universidade de Buenos Aires. Nesse mesmo ano, iniciou-se em Córdoba o movimento estudantil conhecido como Reforma Universitária, que estabeleceu os princípios da universidade gratuita, livre e coadministrada, modificando profundamente a concepção e a administração da educação superior na Argentina e em grande parte da América Latina. 

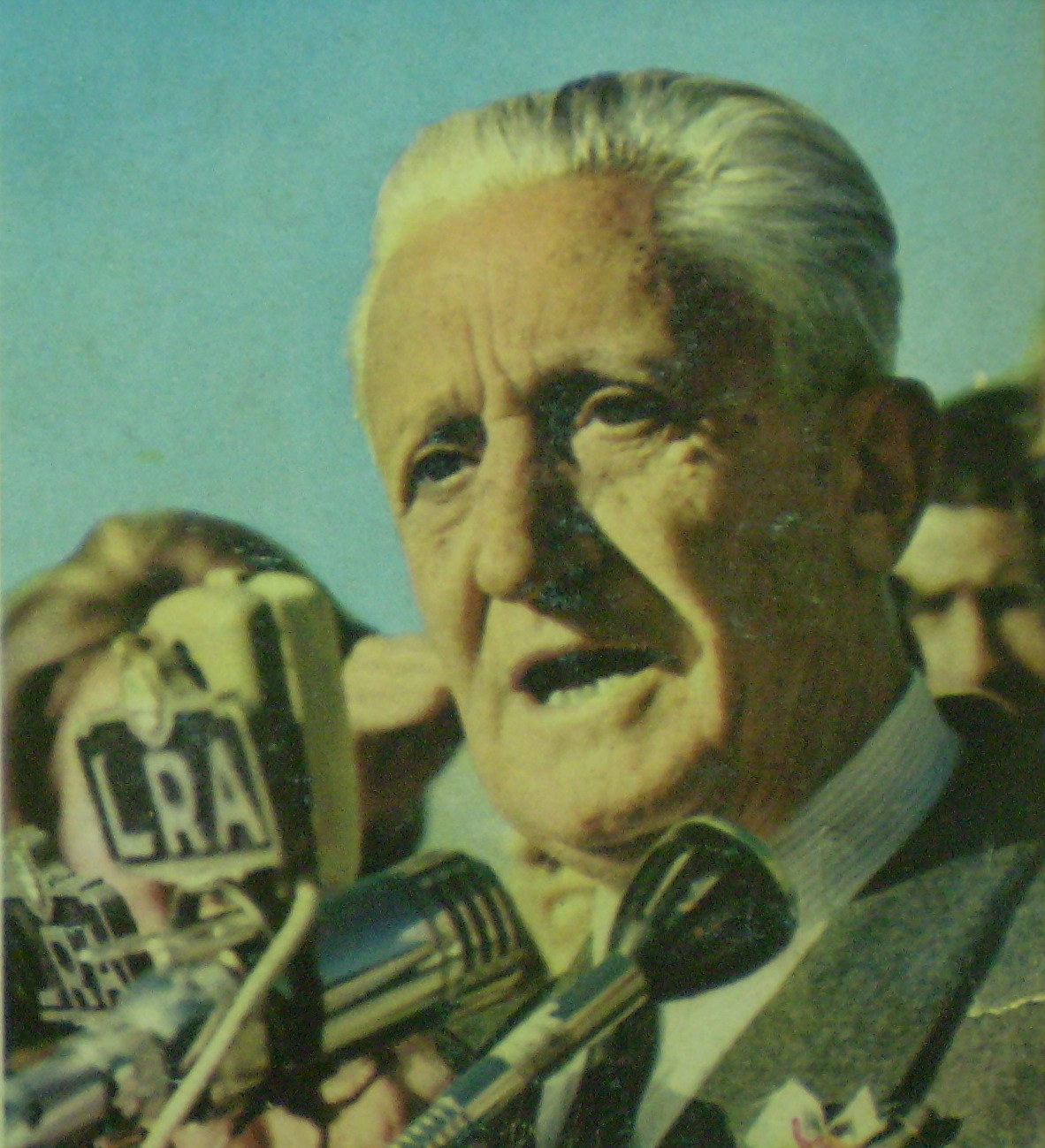
Arturo Illia.

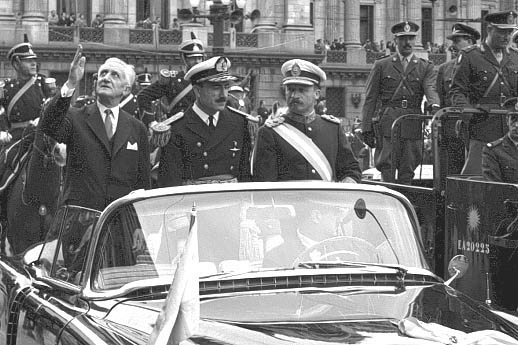
Arturo Umberto Illia assume a presidência da Argentina em 12 de outubro de 1963. À sua direita, acompanha-o Juan Carlos Onganía, o general que o derrubaria três anos depois, encabeçando o que se chamaria de Revolução Argentina.

Como parte de seus estudos de Medicina, em 1923, Illia ingressou como médico-residente no Hospital San Juan de Dios, da cidade de La Plata, graduando-se em 1927.
Em 1928, teve uma entrevista (a única em toda sua vida) com o então presidente, Dr. Hipólito Yrigoyen, a quem ofereceu seus serviços como médico. Yrigoyen propôs-lhe trabalhar como médico ferroviário em diferentes localidades, e Arturo Illia decidiu fixar-se em Cruz del Eje, na província de Córdoba. Desempenhou sua atividade como médico nessa localidade de 1929 até 1963, período interrompido apenas pelos três anos (1940-1943) em que foi vice-governador de Córdoba. Chamavam-no de "Apóstolo dos Pobres", por sua dedicação aos doentes sem recursos, viajando a cavalo, ou mesmo a pé, para levar medicamentos que ele mesmo comprava.
Em 15 de fevereiro de 1939, casou-se com Silvia Elvira Martorell, com quem teria três filhos: Emma, Martín Arturo e Leandro Hipólito.
De 1963 a 1966, exerceu a presidência da Argentina, sendo deposto pelo golpe militar de 28 de junho de 1966, conhecido como Revolução Argentina. Depois, mudou-se para Martínez, na Província de Buenos Aires, onde residiu, alternando com viagens a Córdoba. Continuou uma intensa atividade política no seio da União Cívica Radical, até sua morte, em 18 de janeiro de 1983.